# 苏珊·埃洛伊丝·欣顿
苏珊·埃洛伊丝·欣顿（Susan Eloise Hinton，1948年7月22日—）是一位美国作家，她創作了以奧克拉荷馬州为背景的青年文学作品。 1988年，她因在青年文学写作方面做出的贡献，美國圖書館協會向其頒獎。